# 곤도 노부타케

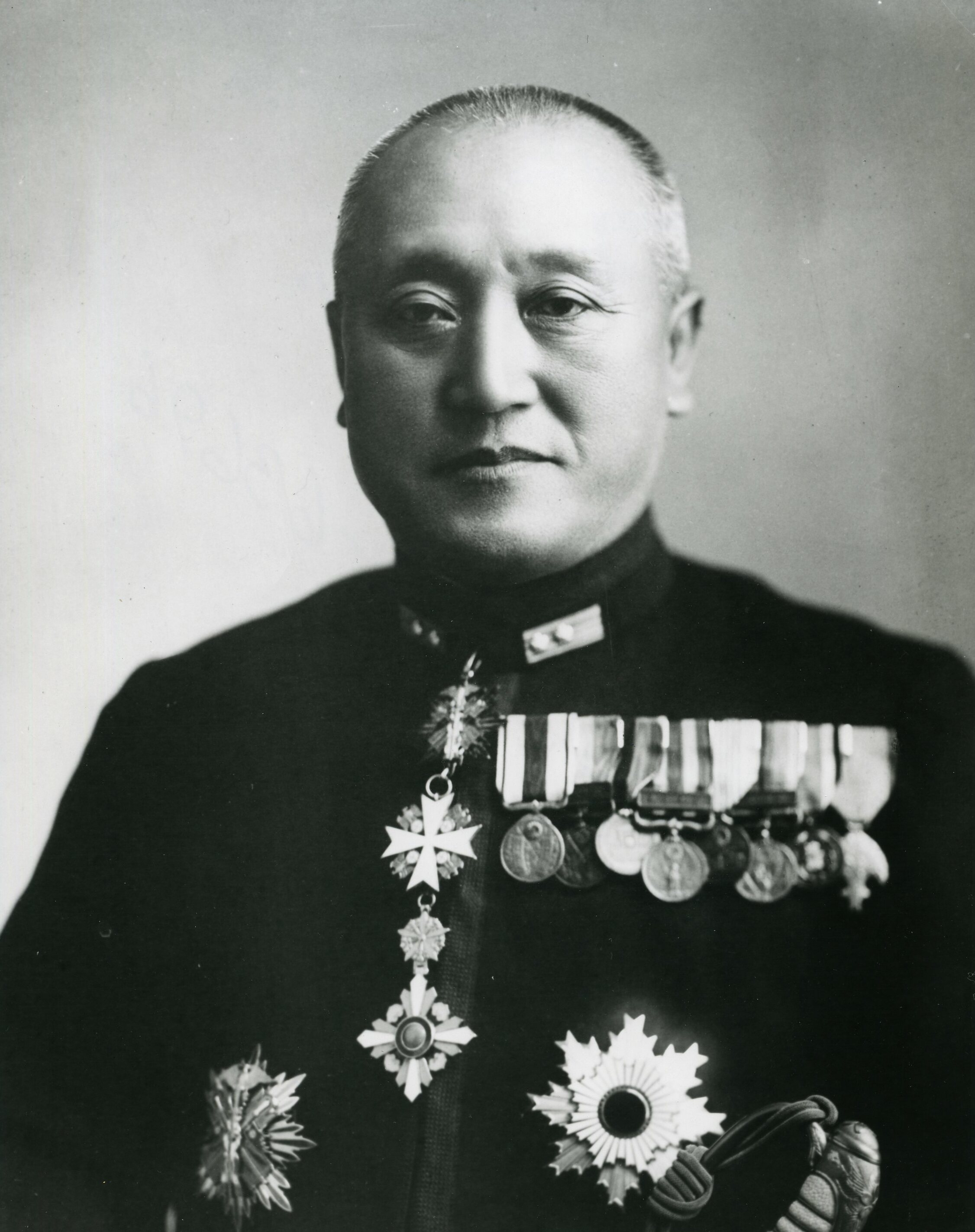
곤노 노부타케

곤도 노부타케(일본어: 近藤信竹, 1886년 9월 25일 ~ 1953년 2월 19일)는 일본의 해군 군인이다. 최종 계급은 제독.

## 생애
곤도는 중좌 시절 특종 무관을 거쳐 해상 근무로 군령부에서 일했고, 대좌진급 후 군령부과장, 부장, 차장과 요직을 거쳐 전형적인 군령부 계통의 엘리트 출신이었다. 태평양 전쟁 중반에, 최전선에서 함대장관으로 근무했고, 폭탄을 맞기도 했다. 이 때문에 투장이라는 평가도 많다. 관료 출신이라 해군 제독으로 처음 임명시 말이 많았으나, 함대전에 항공전을 적극적으로 도입해야 한다고 주장하여 높은 평가를 받았다.
태평양 전쟁 시 제2함대사령관으로 근무하며 남방 공략을 담당했던 해군 부대의 총 지휘를 맡았다. 지휘하의 오자와 지사부로 제2함대외 쓰카하라 기지항공대와 마찰없이 훌륭한 연대로 성공적인 작전을 이끌었다. 남태평양 해전에서는 나구모 주이치 중장이 이끄는 항공기동부대의 선두에 서서 적의 공격에 맞서 혼자 대적하여 시간을 끌어, 아군 피해를 최대한 줄이는 데 일조했다.
제3차 솔로몬 해전에서도 스스로 기함에 앉아 최전선에서 지휘를 담당했으며 언제나 선두에 서는 지휘관으로 명성이 높았다. 그는 군령부차관시절 신중한 성격으로 부하의 서류를 검토하는 게 늦고, 반려가 잦아 참모들이 직접 군령부장관에게 전달하는 자도 많아, 곤도는 군령부총장인 나가노 오사미에게도 문제가 있는 인물로 지목되었으나, 자신의 신념을 굽히지 않았다고 한다.